# Wereldkampioenschappen roeien 1998
De 28e editie van de wereldkampioenschappen roeien werd in 1998 gehouden in Keulen, Duitsland op de Fühlinger See.

## Medaillewinnaars

### Mannen
| Bootklasse              | Goud | Goud | Zilver | Zilver | Brons | Brons |
| Skiff M1x               | Robert Waddell |      | Xeno Müller |        | Vaclav Chalupa |       |
| Lichte skiff LM1x       | Stefano Basalini |      | Michal Vabrousek |        | Karsten Nielsen |       |
| Dubbel twee M2x         | Duitsland Stephan Volkert Andreas Hajek |      | Noorwegen Steffen Stoerseth Kjetil Undseth |        | Polen Adam Korol Marek Kolbowicz |       |
| Twee zonder M2-         | Duitsland Robert Sens Detlef Kirchhoff |      | Australië Drew Ginn Michael McKay |        | Joegoslavië Nikola Stojic Djordje Visacki |       |
| Twee met M2+            | Australië Nick Green James Tomkins Brett Hayman |      | Italië Gioacchino Cascone Rosario Gioia Gianluca Barattolo                                                                                          |        | Verenigde Staten Nicholas Anderson Kurt Borcherding Phil Henry |       |
| Lichte dubbel twee LM2x | Polen Tomasz Kucharski Robert Sycz |      | Italië Michelangelo Crispi Leonardo Pettinari |        | Zwitserland Michael Gier Markus Gier |       |
| Lichte twee zonder LM2- | Frankrijk Vincent Montabonel Jean-Christophe Bette |      | Italië Catello Amarante Carlo Gaddi |        | Chili Miguel Cerda Christian Yantani |       |
| Dubbel vier M4x         | Italië Agostino Abbagnale Alessandro Corona Rossano Galtarossa Alessio Sartori                                                                           |      | Duitsland Marco Geisler Marcel Hacker Sebastian Mayer Stefan Roehnert                                                                               |        | Oostenrijk Raphael Hartl Norbert Lambing Andreas Nader Horst Nußbaumer                                                                                            |       |
| Vier zonder M4-         | Verenigd Koninkrijk James Cracknell Tim Foster Matthew Pinsent Steve Redgrave                                                                            |      | Frankrijk Daniel Fauché Gilles Bosquet Anthony Perrot François Meurillon                                                                            |        | Italië Lorenzo Carboncini Riccardo Dei Rossi Valter Molea Carlo Mornati                                                                                           |       |
| Vier met M4+            | Australië Drew Ginn Nick Green Mike McKay James Tomkins Brett Hayman                                                                                     |      | Kroatië Denis Boban Igor Boraska Tihomir Franković Siniša Skelin Ratko Cvitanić                                                                     |        | Italië Marco Bizzozero Dario Lari Giuseppe Musemeci Pasquale Panzarino Daniele Sorice                                                                             |       |
| Lichte dubbel vier LM4x | Italië Lorenzo Bertini Elia Luini Paolo Pittino Franco Sancassani                                                                                        |      | Duitsland Markus Baumann Alexander Lutz Franz Mayer Christian Von Gyldenfeldt                                                                       |        | Verenigde Staten Conal Groom Sean Groom Ransom Weaver Coop Wessels                                                                                                |       |
| Lichte vier zonder LM4- | Denemarken Eskild Ebbesen Thomas Ebert Victor Feddersen Thomas Poulsen                                                                                   |      | Frankrijk Laurent Porchier Frédéric Pinon Yves Hocdé Xavier Dorfman                                                                                 |        | Australië Darren Balmforth Simon Burgess Anthony Edwards Robert Richards                                                                                          |       |
| Acht M8+                | Verenigde Staten Chris Ahrens Porter Collins Robert Kaehler Jeffrey Klepacki Garrett Miller Bryan Volpenhein Tom Welsh Michael Wherley Peter Cipollone   |      | Duitsland Jörg Dießner Stefan Forster Stefan Heinze Kai Horl Thomas Jung Ike Landvoigt Enrico Schnabel Marc Weber Peter Thiede                      |        | Roemenië Dorin Alupei Andrei Bănică Cornel Nemțoc Gheorghe Pîrvan Nicolae Țaga Viorel Talapan Valentin Tobu Florian Tudor Dumitru Răducanu                        |       |
| Lichte acht LM8+        | Duitsland Matthias Edeler Oliver Ibielski Andreas Laib Stefan Locher Daniel Rosenberger Bernhard Stomporowski Manuel Strauch Vladimir Vukelic Olaf Kaska |      | Verenigde Staten Michael Altmann William Carlucci John Cashman Eric Gillett Sean Kammann William Plifka Martin Schwartz Andrea Trento Sean Mulligan |        | Italië Antonello Aliberti Carlo Artico Filippo Dodero Daniele Gilardoni Andrea Lupini Giuseppe Manzo Salvatore Messina (roeier) Massimo Guglielmi Antonio Cirillo |       |

### Vrouwen
| Bootklasse              | Goud | Goud | Zilver | Zilver | Brons | Brons |
| Skiff W1x               | Irina Fedotowa |      | Katrin Rutschow |        | Maria Brandin |       |
| Lichte skiff LW1x       | Pia Vogel |      | Bénédicte Luzuy |        | Maria Julia Garisoain |       |
| Dubbel twee W2x         | Verenigd Koninkrijk Miriam Batten Gillian Lindsay |      | Nederland Eeke van Nes Pieta van Dishoeck |        | Roemenië Ioana Olteanu Doina Ignat |       |
| Twee zonder W2-         | Canada Emma Robinson Alison Korn |      | Verenigd Koninkrijk Dorothy Blackie Catherine Bishop |        | Verenigde Staten Linda Miller Amy Martin |       |
| Lichte dubbel twee LW2x | Verenigde Staten Christine Collins Sarah Garner |      | Duitsland Karin Stephan Claudia Blasberg |        | Roemenië Angela Tamas Camelia Macoviciuc |       |
| Lichte twee zonder LW2- | Verenigd Koninkrijk Juliet Machan Joanna Nitsch |      | Argentinië Elina Urbano Patricia Conte |        | Verenigde Staten Linda Muri Michelle Borkhuis |       |
| Dubbel vier W4x         | Duitsland Kathrin Boron Manuela Lutze Jana Thieme Christiane Will                                                                                          |      | Rusland Oksana Dorodnova Yuliya Levina Larisa Merk Inna Moiseeva                                                                                         |        | Australië Marina Hatzakis Sally Newmarch Jane Robinson Bronwyn Roye                                                                                      |       |
| Vier zonder W4-         | Oekraïne Yevgeniia Andreieva Tatyana Fesenko Nina Proskura Tetyana Savchenko                                                                               |      | Canada Buffy-Lynne Williams Laryssa Biesenthal Marnie McBean Kubet Weston                                                                                |        | Nederland Tessa Appeldoorn Carin ter Beek Nelleke Penninx Christine Vink                                                                                 |       |
| Lichte dubbel vier LW4x | Duitsland Nicole Faust Anna Kleinz Christine Morawitz Valerie Viehoff                                                                                      |      | Verenigde Staten Cassandra Cunningham Sara Den Besten Terry Paige Lisa Schlenker                                                                         |        | Griekenland Chrysi Biskitzi Angeliki Gkremou Evangelia Kokkinou Irini Zora                                                                               |       |
| Acht W8+                | Roemenië Angela Cazac Veronica Cochela Georgeta Damian Maria Magdalena Dumitrache Liliana Gafencu Doina Ignat Ioana Olteanu Viorica Susanu Elena Georgescu |      | Verenigde Staten Jennifer Dore-Terhaar Torrey Folk Amy Fuller Sarah Jones Katherine Maloney Lianne Nelson-Bennion Sally Scovel Wendy Wilbur Rajanya Shah |        | Canada Buffy-Lynne Williams Laryssa Biesenthal Heather Davis Alison Korn Marnie McBean Emma Robinson Dorota Urbaniak Kubet Weston Lesley Thompson-Willie |       |

## Medaillespiegel
| Plaats | Land                | Goud | Zilver | Brons | Totaal |
| 1      | Duitsland           | 5    | 5      | 0     | 10     |
| 2      | Italië              | 3    | 3      | 3     | 9      |
| 3      | Verenigd Koninkrijk | 3    | 1      | 0     | 4      |
| 4      | Verenigde Staten    | 2    | 3      | 4     | 9      |
| 5      | Australië           | 2    | 1      | 2     | 5      |
| 6      | Frankrijk           | 1    | 3      | 0     | 4      |
| 7      | Canada              | 1    | 1      | 1     | 3      |
| 7      | Zwitserland         | 1    | 1      | 1     | 3      |
| 9      | Rusland             | 1    | 1      | 0     | 2      |
| 10     | Roemenië            | 1    | 0      | 3     | 4      |
| 11     | Denemarken          | 1    | 0      | 1     | 2      |
| 11     | Polen               | 1    | 0      | 1     | 2      |
| 13     | Nieuw-Zeeland       | 1    | 0      | 0     | 1      |
| 13     | Oekraïne            | 1    | 0      | 0     | 1      |
| 15     | Argentinië          | 0    | 1      | 1     | 2      |
| 15     | Nederland           | 0    | 1      | 1     | 2      |
| 15     | Tsjechië            | 0    | 1      | 1     | 2      |
| 18     | Kroatië             | 0    | 1      | 0     | 1      |
| 18     | Noorwegen           | 0    | 1      | 0     | 1      |
| 20     | Chili               | 0    | 0      | 1     | 1      |
| 20     | Griekenland         | 0    | 0      | 1     | 1      |
| 20     | Joegoslavië         | 0    | 0      | 1     | 1      |
| 20     | Oostenrijk          | 0    | 0      | 1     | 1      |
| 20     | Zweden              | 0    | 0      | 1     | 1      |
| Totaal | Totaal              | 24   | 24     | 24    | 72     |

Edities

1962 Luzern · 
1966 Bled · 
1970 St. Catharines · 
1974 Luzern · 
1975 Nottingham · 
1976 Villach · 
1977 Amsterdam · 
1978 Hamilton (alleen zwaar) · 
1978 Kopenhagen (alleen licht) · 
1979 Bled · 
1980 Hazewinkel · 
1981 München · 
1982 Luzern · 
1983 Duisburg · 
1984 Montréal · 
1985 Hazewinkel · 
1986 Nottingham · 
1987 Kopenhagen · 
1988 Milaan · 
1989 Bled · 
1990 Lake Barrington · 
1991 Wenen · 
1992 Montréal · 
1993 Račice · 
1994 Indianapolis · 
1995 Tampere · 
1996 Motherwell · 
1997 Aiguebelette · 
1998 Keulen · 
1999 St. Catharines · 
2000 Zagreb · 
2001 Luzern · 
2002 Sevilla · 
2003 Milaan · 
2004 Banyoles · 
2005 Gifu · 
2006 Eton · 
2007 München · 
2008 Ottensheim · 
2009 Poznań · 
2010 Hamilton · 
2011 Bled · 
2012 Plovdiv · 
2013 Chungju · 
2014 Amsterdam ·
2015 Aiguebelette ·
2016 Rotterdam ·
2017 Sarasota ·
2018 Plovdiv ·
2019 Ottensheim ·
2020 Bled ·
2021 Shanghai ·
2022 Račice ·
2023 Belgrado ·
2024 St. Catharines ·
2025 Shanghai · 
2026 Amsterdam

Onderdelen

Skiff · 
Lichte skiff · 
Dubbel twee · 
Lichte dubbel twee · 
Twee zonder · 
Lichte twee zonder · 
Twee met

Dubbel vier · 
Dubbel vier met · 
Lichte dubbel vier · 
Vier zonder · 
Lichte vier zonder · 
Vier met · 
Acht · 
Lichte acht